# 國際北極研究中心

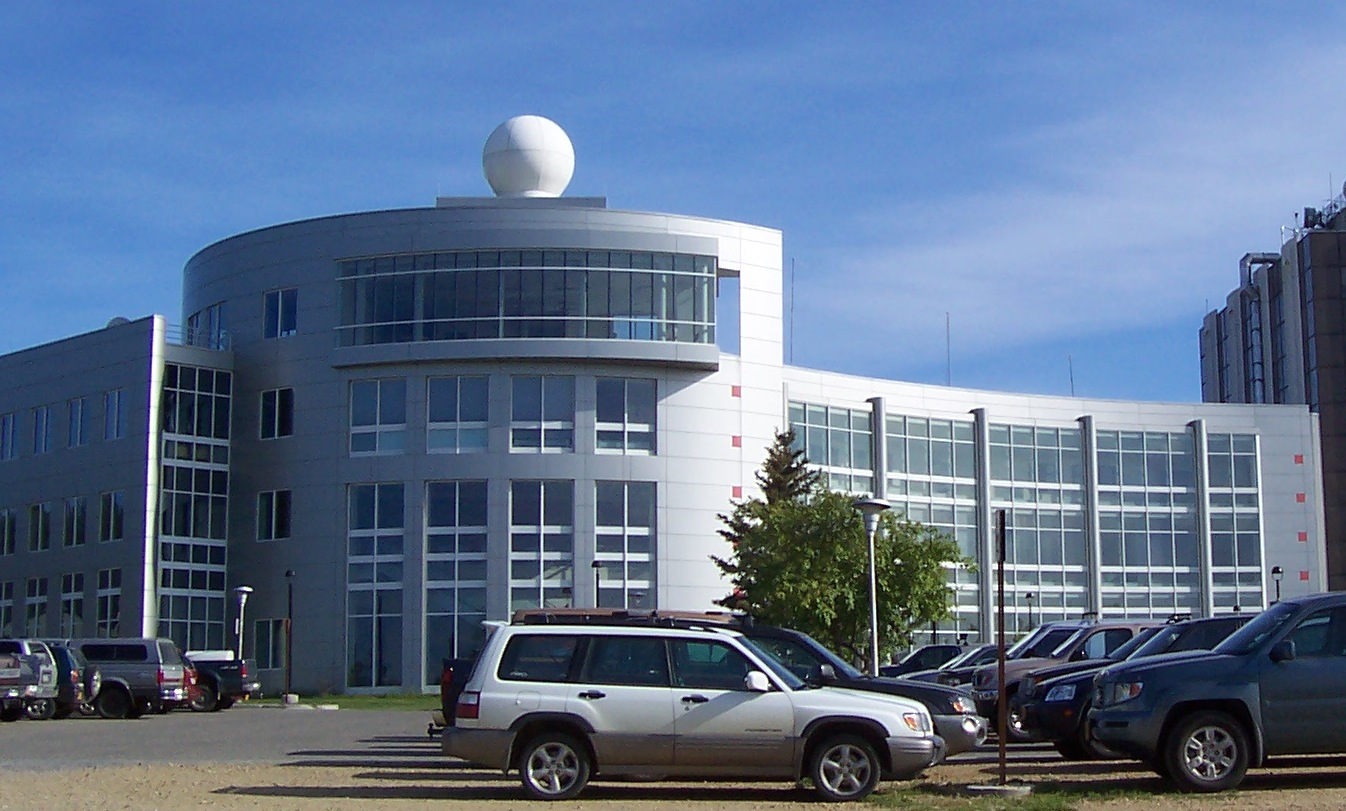
在夏天的國際北極研究中心

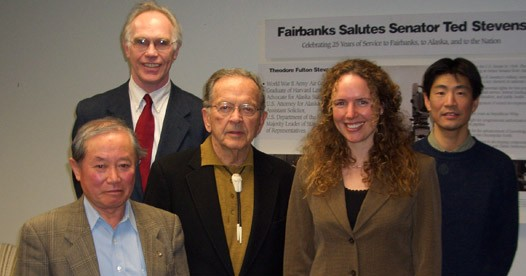
參議員Ted Stevens (中間)與國際北極研究中心的研究人員：Katey Walter博士 （右起第二人）是發現多年凍土溶解將釋放出甲烷，是最有效的溫室氣體之一的發現者。

國際北極研究中心（IARC），是美籍日裔地球物理學家赤祖父俊一在1999年創立的組織，致力於協調與整合在北極的氣候變遷研究。
國際北極研究中心的主要夥伴是日本和美國，參與會務的還有來自加拿大、中國、丹麥、德國、日本、挪威、俄羅斯、英國和美國的代表。中心是位於阿拉斯加大學費爾班克斯分校的赤祖父俊一大樓。基斯·馬瑟庫圖書館是存放和為國際北極研究中心和阿拉斯加大學費爾班克地球物理學院提供服務的科學圖書館。
研究計畫的重點在四個主要的專題內：
- 北極海洋的模型和觀測。
- 北極的大氣層：回饋、輻射、和天氣分析。
- 永久凍土/凍土的模型和分析。
- 北極生物/植被（生態系統模型）

國際北極研究中心致力於回答下面三個特定的問題：

1. 由人類造成的氣候變化會對自然影響到甚麼程度？
2. 瞭解並預測未來氣候變化需要的參數、過程及相互間的作用？
3. 氣候變化會造成何種衝擊？